# 모토히로 카츠유키
모토히로 카즈유키(일본어: 本広克行, 1965년 7월 3일 ~)는 카가와 현 마루가메시 출생으로 일본의 텔레비전 드라마와 연극의 연출가, 제작자이자, 영화 감독이다.

## 인물 소개
가가와 현립 고토히라 고등학교를 졸업하고, 요코하마 방송 영화 전문학원(현 니혼 영화 대학)졸업 후, 덴츠 영화사(현 텐츠 텍) 등을 거쳐 공동 TV의 자회사인 베이시스에 입사. 버라이어티 프로그램의 조연출, 드라마 연출, 영화의 감독을 거쳐 프리랜서로 1998년 주식회사 ROBOT에 입사한다. 현재 영화부 소속.
드라마와 영화로 제작된 《춤추는 대수사선》시리즈의 감독으로 유명하며, 이 작품으로 단숨에 스타 감독이 되었다.
또한 전형적인 애니메이션 오타쿠로 알려져, 애니메이션에 대한 지식이 풍부하다. 연출 면에서 애니메이션을 말하는 경우가 많다. 토미노 요시유키, 오시이 마모루, 안노 히데아키, 와타나베 신이치 등의 감독의 팬을 자청하고 있다. 《춤추는 대수사선》의 드라마 본방송에 "에반게리온"의 OST를 사용하거나, 영화 《썸머타임 머신 블루스》에는 "건담"의 OST를 사용하고 있다. 특히 오시이 마모루의 광팬으로 알려져, 많은 작품에서 오시이 작품에 강한 영향을 엿볼 수 있다. 본인은 이것을 에세이를 통해 "나는 가끔 내가 하고 있는 것은 오시이씨의 작품을 실사로 뒤쫓고 있을뿐이 아닌가라고 진심으로 생각하는 정도"라고 말하기도 했다.

## 감독 작품

### 영화
- 7월 7일, 맑음 (1996년)
- 우리들의 영화 시리즈 토모코의 경우 (1996년)
- 춤추는 대수사선 THE MOVIE 걸프 경찰서 사상 최악의 3일간! (1998년)
- 공간 여행자 (2000년)
- 사토라레 TRIBUTE to a SAD GENIUS (2000년)
- 춤추는 대수사선 THE MOVIE 2 레인보우 브릿지를 봉쇄하라! (2003년)
- BAYSIDE SHAKEDOWN 2 (2003년)
- 교섭인 마시타 마사요시 (2005년)
- 썸머타임 머신 블루스 (2005년)
- UDON (2006년)
- 소림 소녀 (2008년)
- 구부러져라! 스푼 (2009년)
- 춤추는 대수사선 THE MOVIE3 녀석들을 해방하라! (2010년)
- 춤추는 대수사선 THE FINAL 새로운 희망 (2012년)

### 텔레비전 드라마
- 안좋은 일 (1992년, 후지 TV)
- 품격있는 드라이버 (1992년 ~ 1998년, 후지 TV)
- NIGHT HEAD (1992년 ~ 1993년, 후지 TV)
- 기묘한 이야기 (후지 TV)
  - "보게 된 최후" (1992년)
  - "토모코의 긴 아침" (1994년)
  - "뒤쫓아오다" (1996년)
- 17살~at seventeen (1994년, 후지 TV)
- 돈이 없어! (1994년, 후지 TV)
- 도와주세요! (1995년, 후지 TV)
- 목요일의 괴담 "사이보그", "폭렬! 분신녀" (1996, 1997년, 후지 TV)
- 춤추는 대수사선 (1997년, 후지 TV)
  - 춤추는 대수사선 연말 특별 경계 스페셜 (1997년, 후지 TV)
  - 번외편, 완간서 여경 이야기, 초여름 교통안전 스페셜 (1998년, 후지 TV)
  - 춤추는 대수사선 THE TV SPECIAL (2012년, 후지 TV)
- 되살아나는 킨로 (1999년, 니혼 TV)
- 앤티크~서양 골동 양과자점 (2001년, 후지 TV)
- 경호관 우치다 신조 (2007년, 후지 TV)
- SP 경시청 경비부 경호과 제4계 (2007년, 후지 TV)
  - SP 스페셜 앵콜 특별편 (2008년, 후지 TV)

### 애니메이션
- PSYCHO-PASS (2014년, 후지TV)

### 무대(연극)
- 무대도 춤추는 대수사선 댓츠! 쓰리 아미고스 (2003년 8월 15일 ~ 17일)
- Fabrica [10.0.1] "LIFE FILM" (2007년 1월 20일 ~ 28일, 아카사카 RED THEATER)
- FABRICAHO-PAS [12.0.1] "BABY BLUE" (2007년 10월 4일 ~ 14일, 신주쿠 THEATER TOPS)
- FABRICA [11.0.1] "LOST GARDEN" (2008년 9월 13일 ~ 23일, 아카사카 RED THEATER)
- 연극 입문 (2010년 11월 27일 ~ 12월 13일, 고마바 아고라 극장)

### 프로듀서·제작
- 썸머타임 머신 블루스 (2005년 영화)
- 도망자 키지마 죠이치로 (2005년 후지 TV)

### 비디오 게임
- Xbox360 전용 게임 "로스트 오딧세이" 오프닝 무비

### 서적
- 모토히로모토 (시네마 순보사, 2006년 9월 29일)
- 춤추는 감독 일지 (고단샤, 2010년 8월 27일)

### 뮤직 비디오 연출
- AKB48 "Everyday, 카츄샤" (2011년)